# Rédemption (Buffy)
Pour les articles homonymes, voir Rédemption (homonymie).
Rédemption est le 1er épisode de la saison 7 de la série télévisée Buffy contre les vampires.

## Résumé
Buffy entraîne Dawn à tuer des vampires. Elle s'inquiète pour elle à l'idée qu'elle va intégrer le tout nouveau lycée de Sunnydale, dont les travaux viennent d'être terminés. De trop mauvais souvenirs liés à cet endroit la poussent à l'accompagner pour y inspecter les lieux. Elle fait la connaissance du nouveau proviseur, Robin Wood. En Angleterre, Willow étudie avec le coven et Giles pour apprendre à contrôler son pouvoir. Dawn, dans les toilettes du lycée, entend pleurer et découvre une jeune fille qui a vu des morts-vivants. Alors que Dawn la rassure, elles tombent toutes les deux à travers le plancher et se retrouvent dans les sous-sols, où un troisième lycéen les rejoint. Tous trois ont d'autres visions de personnes mortes. Dawn appelle Buffy pour qu'elle vienne les chercher. Buffy descend au sous-sol et y rencontre Spike, qui semble avoir perdu la raison mais, à travers ses incohérences, Buffy comprend que les apparitions qu'a vues Dawn sont des esprits de personnes mortes au lycée qui se sont manifestées grâce à un talisman. 
Buffy appelle Alex pour qu'il retrouve ce talisman, avant d'aller rejoindre sa petite sœur. La Tueuse engage le combat contre les esprits alors qu'Alex finit par trouver le talisman, dans les toilettes, et le détruit, mettant ainsi fin aux apparitions d'esprits. Buffy remonte au lycée avec Dawn et les deux autres lycéens.  Robin Wood lui propose un poste de conseillère d'éducation. Elle accepte. Spike, toujours dans les sous-sols du lycée, a des visions dans lesquelles il voit les principaux méchants de la série lui parler d'un plan qui est sur le point de commencer.

## Production
Les trois scènes entre Willow et Giles se déroulant en Angleterre ont été filmées par Joss Whedon sur deux jours dans la propriété d'Anthony Stewart Head, près de Bath dans le Somerset. Kali Rocha, qui apparaît aussi dans l'épisode Crise d'identité, a tourné toutes ses scènes de la saison en un seul jour en raison d'un emploi du temps très chargé. Les extérieurs du nouveau lycée de Sunnydale ont été filmés à Northridge.

## Statut particulier
Cet épisode scénarisé par Joss Whedon donne le coup d'envoi de la dernière saison de la série et introduit l'antagoniste principal, la Force, et le thème principal de la saison, le pouvoir. Noel Murray, du site The A.V. Club, trouve que l'épisode constitue « un départ solide » pour cette dernière saison, aidé en cela par le scénario intrigant de Whedon et l'émotion que dégage la dernière scène avec Spike ainsi que celle entre Willow et Giles. Les rédacteurs de la BBC estiment que l'épisode « augure bien » de la saison à venir avec des « dialogues vifs », de nouveaux personnages, de nouvelles idées et un personnage de Dawn plus intéressant. Mikelangelo Marinaro, du site Critically Touched, lui donne la note de B, évoquant un épisode « très agréable et amusant » « qui accomplit un travail respectable en revenant aux sources de la série » mais souffre d'un « scénario sans surprise » autour de « fantômes ennuyeux » malgré une « scène finale spectaculaire ».

## Distribution

### Acteurs et actrices crédités au générique
- Sarah Michelle Gellar : Buffy Summers
- Nicholas Brendon : Alexander Harris
- Emma Caulfield : Anya Jenkins
- Michelle Trachtenberg : Dawn Summers
- James Marsters : Spike
- Alyson Hannigan : Willow Rosenberg

### Acteurs et actrices crédités en début d'épisode
- Anthony Stewart Head : Rupert Giles
- Alexandra Breckenridge : Kit Holburn
- Kali Rocha : Halfrek
- D. B. Woodside : Robin Wood

### Acteurs et actrices crédités en fin d'épisode
- Adam Busch : Warren Mears
- Harry Groener : Richard Wilkins
- George Hertzberg : Adam
- Clare Kramer : Gloria
- Juliet Landau : Drusilla
- Mark Metcalf : Le Maître
- David Zepeda : Carlos Trejo